# 王鼠
王鼠（学名：Maxomys rajah）为鼠科王鼠属的动物。在中国大陆，分布于云南等地，一般栖息于次生阔叶林。该物种的模式产地在婆羅洲。